# 都柏林同志大遊行

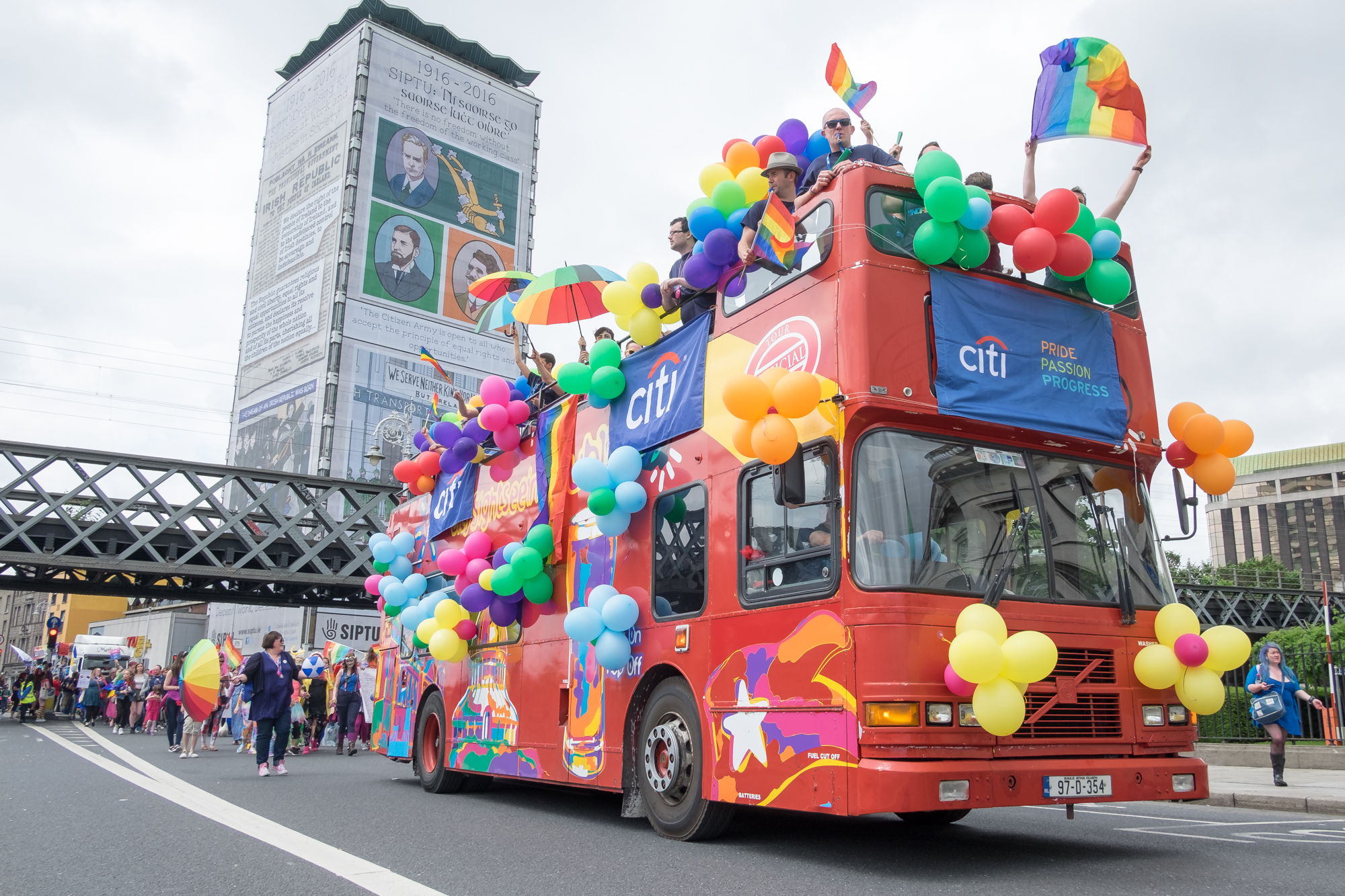
2016年花旗集团出陣

都柏林同志大遊行為每年於愛爾蘭首都都柏林舉行的一場女同性戀、男同性戀、雙性戀、跨性別、酷兒等LGBTQ群體的驕傲遊行。是愛爾蘭最大規模的驕傲遊行。此節慶的盛會於六月舉行。其節慶時間長度由1983年的為期一天的活動演變至現今已經是一個為期十天的盛宴，藉由愛爾蘭蒸蒸日上的藝術、社會與文化，來慶祝愛爾蘭的同志文化。
此活動的組織與董事會，是由志工以及有薪顧問所運作的。都柏林同志大遊行的既定目標為產生專業的驕傲遊行以及一年一度的驕傲日，這遊行通過都柏林市中心，是一場基於政治集會，以及免費娛樂的遊行，以改善所有LGBTQ群體的社區。

## 歷屆遊行

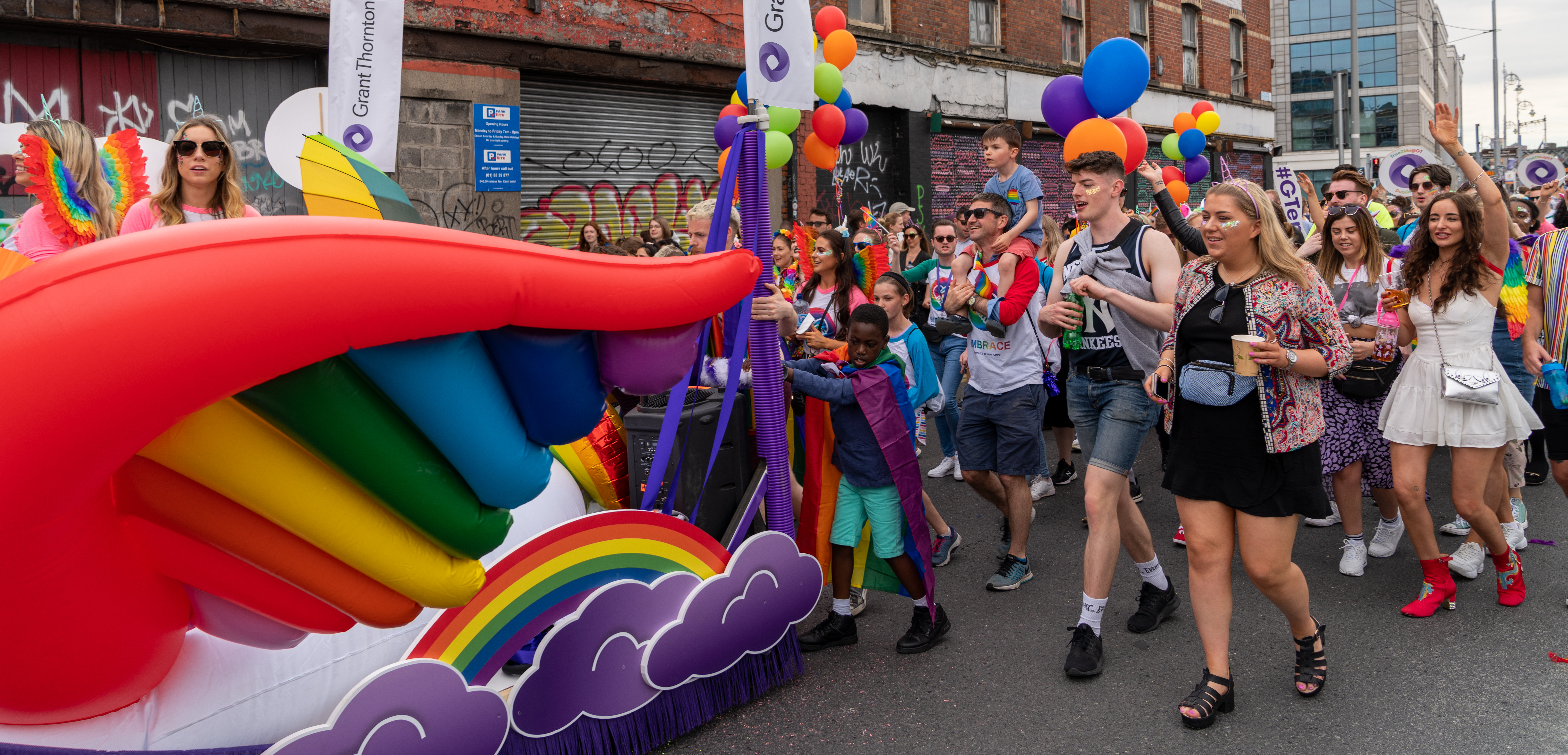
行經塔波特紀念橋一帶

### 1983年
1983年三月，第一屆的都柏林同志大遊行開始舉行之前，有一場遊行自都柏林市中心出發，至都柏林市郊Fairview區的Fairview公園，對愛爾蘭的恐同勢力做示威抵抗。這次遊行的起因為一位31歲男同性戀德克蘭·福林（英語：Declan Flynn）的爭議判決，1982年在Fairview公園誤殺幫派成員而被判決緩刑，當地社區居民於他被釋放後慶祝。
1983年六月，第一屆都柏林同志大遊行舉行。此遊行由國家女同性戀與男同性戀聯合會組織，於都柏林市中心舉行，由聖史蒂芬綠地至奧康奈爾街的都柏林郵政總局。

### 2008年：「永遠的伴娘，從來沒有新娘」
2008年遊行使用標語為「永遠的伴娘，從來沒有新娘」,強調愛爾蘭法律缺乏同性伴侶的任何夥伴關係與權力。遊行的發起者為愛爾蘭環境、襲產與地方政府部部長約翰·葛姆雷。葛姆雷認為研擬的伴侶立法是「不完全平等的，但是是完全平等的第一步」，以及「本身的實際價值，將會建立與許多人日常生活真正有區別的關係」。遊行表演者包括布萊恩·肯尼迪、瑪麗亞·麥基和塔拉·布萊斯。

### 2009年：「傲慢與偏見？」

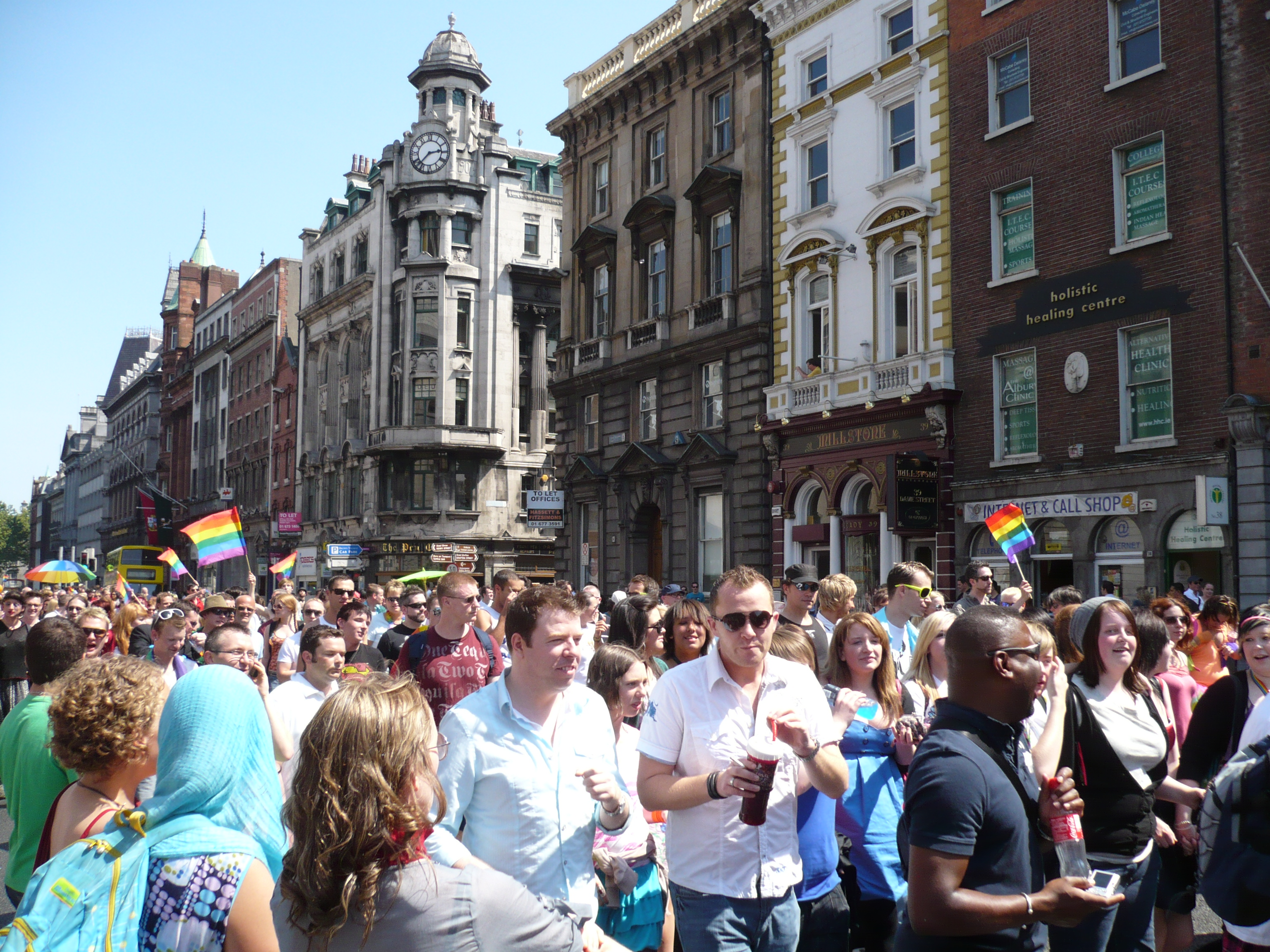
2009年遊行

2009年遊行於6月19-28日舉行。該年主題為「傲慢與偏見？」，在同志社群慶祝驕傲的同時，也質疑主流社會普羅大眾的態度和偏見。這節慶的目的在於慶祝多元社會，以及挑戰主流觀點。遊行參與人數達到創紀錄的12,500人。本屆活動主持人為Panti，表演者包括黑色雛菊（2009年歐洲歌唱大賽愛爾蘭參賽代表）、米歇爾‧安‧凱利、勞拉‧斯蒂爾等人。

### 2010年：「我們也是一家人」
2010年6月26日，超過22,000人在都柏林參與遊行。遊行表演者包括向女神卡卡致敬的朱爾斯DJ，以及1993年歐洲歌唱大賽冠軍並於2010年再次代表愛爾蘭參賽的Niamh Kavanagh。在這為期10年的節慶活動，有超過十萬人參與。

### 2011年：「這是人類的事」

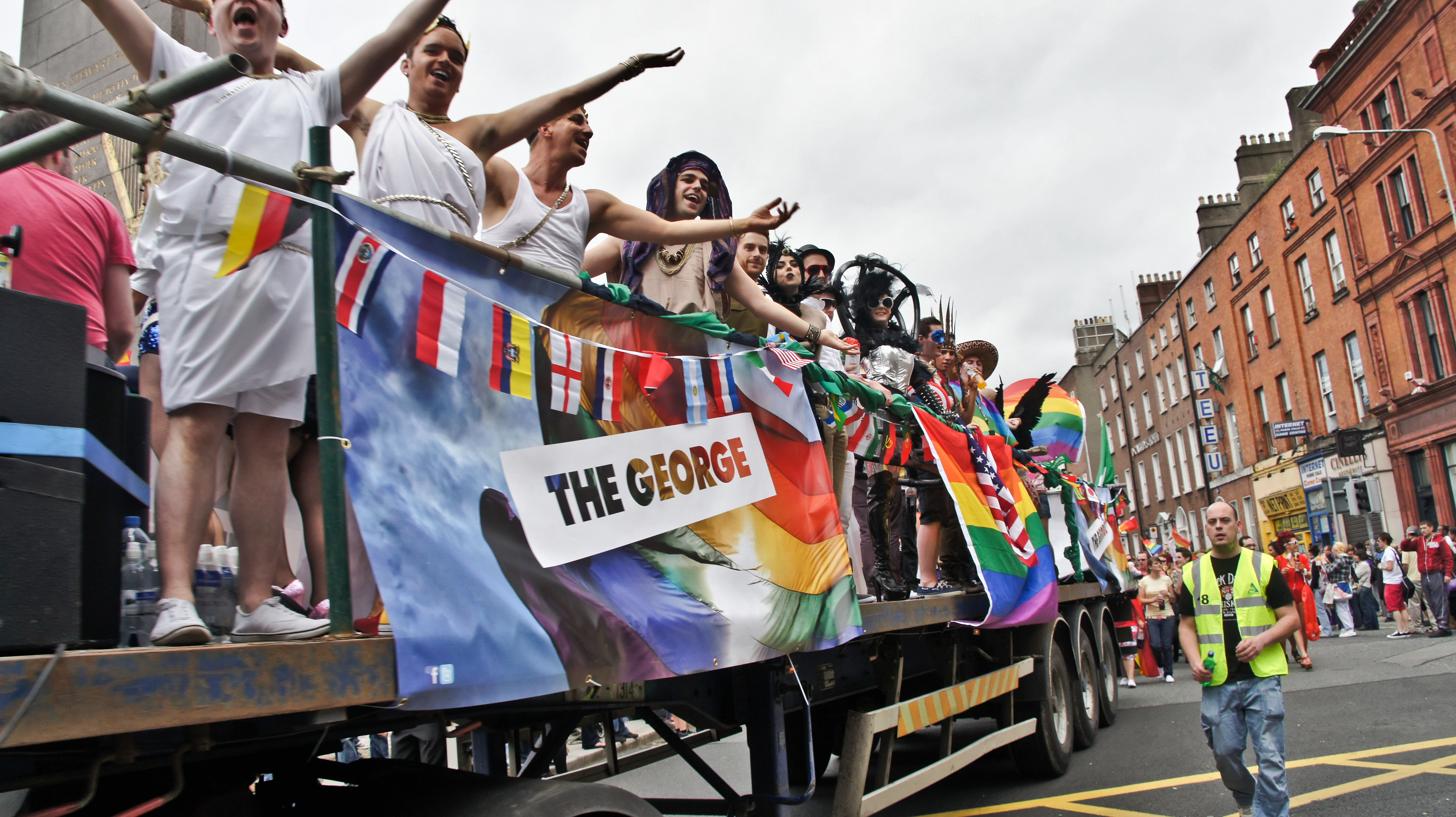
2011年巡遊

2011年6月25日，估計超過22,000人走過都柏林街頭餐與遊行，比以往人數都還要多。遊行表演者包括Crystal Swing與二度參與此遊行的Niamh Kavanagh。本屆遊行有一個新節目，在家庭同樂日中新增了一個狗狗走秀活動。

### 2012年：「秀出你的真實顏色」
2012年遊行於6月22日-7月1日舉行，其中在6月30日星期六為遊行日。本屆遊行從都柏林市議會移動至梅里昂廣場周邊的道路與公園。將以往的遊行傳統路線由丹姆街延伸至都柏林市南部，並沿著巴格特街至目的地梅瑞恩廣場。這新的場地能乘載15,000人，並開放販賣食品與飲料的小販進駐公共空間。

### 2013年：「活得精彩，愛得驕傲」

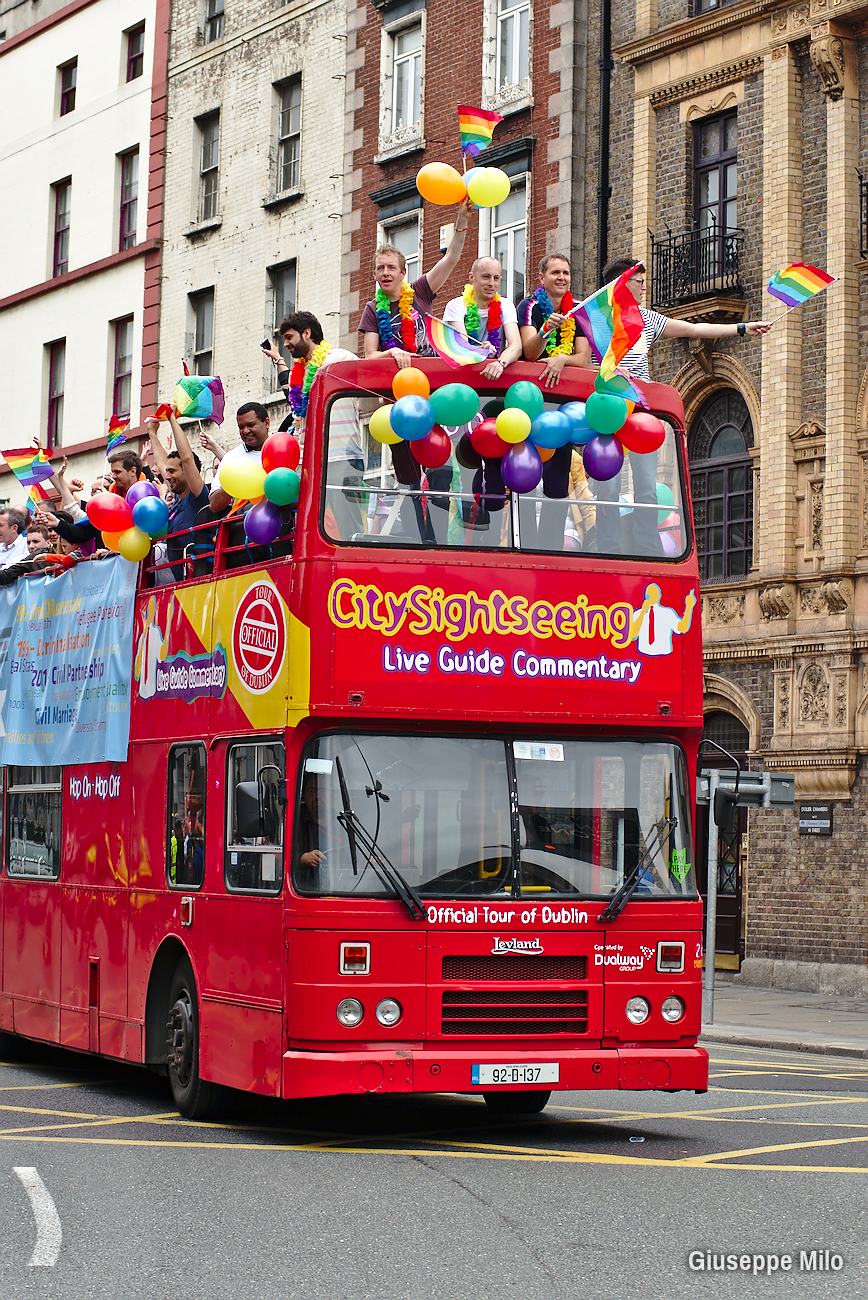
2013年景況

2013年為都柏林同志大遊行第30週年，本屆擴大慶祝，成為愛爾蘭第二大的遊行盛會，僅次於聖派翠克節。遊行從帕內爾廣場的紀念公園開始，終點是梅瑞恩廣場。

## 外部連結
- 都柏林同志大遊行官方網站 （页面存档备份，存于）